# Markeith Cummings
Markeith Terrell Cummings (ur. 21 grudnia 1988 w Birmingham) – amerykański koszykarz, występujący na pozycji obrońcy oraz skrzydłowego, obecnie zawodnik Levanga Hokkaido Sapporo.
14 sierpnia 2015 został zawodnikiem Polskiego Cukru Toruń.
14 marca 2018 podpisał umowę z greckim Panioniosem ON Telecoms Ateny.
3 lipca 2019 dołączył do japońskiego Levanga Hokkaido Sapporo.

## Osiągnięcia
Stan na 14 marca 2018, na podstawie, o ile nie zaznaczono inaczej.
NCAA
- Zaliczony do:
  - I składu:
    - najlepszych pierwszorocznych zawodników Atlantic Sun (2010)
    - turnieju Atlantic Sun (2010)

  - II składu All-Atlantic Sun (2010–2012)
- Lider strzelców konferencji Atlantic Sun (2011)